# Qarasuqumlaq
Qarasuqumlaq è un comune dell'Azerbaigian situato nel distretto di Ağdaş. Conta una popolazione di 652 abitanti.